# Барбье, Жюльен
Жюльен Барбье (фр. Julien Barbier; 6 апреля 1869, VI округ Парижа, Париж — 17 ноября 1940, Париж) — французский архитектор, специализировавшийся на строительстве религиозной архитектуры.

## Работы
Наиболее известные работы:
- Церковь Сакре-Кер, Дижон
- Церковь Сен-Морис-де-Бекон-ле-Брюйер, Курбевуа (1907 г.)
- Церковь Сен-Реми-де-Лиме, Эна (1929 г.)
- Приходская церковь Сен-Жермен, Кашан (1932 г.)
- Часовня Большого замка Сен-Мар, Шало-Сен-Мар (1898 г.), с Эженом Мею
- Собор Нотр-Дам-де-Отаж, Париж
- Церковь Сент-Жанна-де-Шанталь, Париж

- Военный мемориал, Ла Гаренн-Коломб (1913 г.),
- Школьный комплекс Ламартин, Жантильи (1922 г.), с Жоржем Морисом